# Antoine Varillas
Antoine Varillas, né vers 1624 à Guéret et mort le 9 juin 1696 à Paris, est un historiographe français.

## Biographie

### Origine et formation
Son père était procureur au présidial de Guéret. Dès qu'il eut terminé ses études, on lui confia l'éducation de quelques jeunes gens, avec lesquels il vint à Paris, où il ne tarda pas à se faire des protecteurs.
Sur leur recommandation, il obtint la charge d'historiographe de Gaston de France, duc d'Orléans ; mais il ne la conserva que peu de temps. Admis à l'intimité du savant Pierre Dupuy, garde de la bibliothèque de Paris, il profita de sa complaisance pour examiner une foule de manuscrits dont il fit des extraits. Dupuy, charmé de son application, le demanda pour son adjoint, et Varillas continua d'exercer cet emploi sous les successeurs de ce bibliothécaire.
Ayant été chargé par le ministre Colbert de collationner la copie qu'il venait d'acquérir des manuscrits de Brienne avec les originaux conservés à la bibliothèque, il s'acquitta de ce travail avec tant de négligence qu'il fut remercié et remplacé par Carcavi. On lui accorda cependant une pension de douze cents livres pour le récompenser de ses services.

### Historiographe
Varillas se retira dans la communauté de Saint-Côme pour y travailler plus tranquillement à son Histoire de France. 

« Il habitait, dit un contemporain, un véritable galetas. Un lit, Une table, quatre sièges, une lampe, une écritoire et quelques livres composaient tout son ameublement ; il passait l'hiver sans feu, et il était vêtu si pauvrement que Richelet n'a pu s'empêcher de se moquer de son manteau, dont on voyait les cordes. (Mélanges de Vigneul-Marville) »

Varillas ne sortait que pour se promener dans l'enclos des Chartreux, où il passait tous les jours quelques heures à causer avec de vieux prêtres qui le suivaient partout. Si le cercle s'augmentait de curieux, il élevait la voix, qu'il avait très forte, et développait ses opinions avec beaucoup d'ordre et de netteté.
Ses premiers ouvrages, qui circulèrent en manuscrit, eurent l'approbation générale et furent très recherchés. Son style, quoique incorrect, parut vif, piquant et très agréable. La réputation de Varillas s'étendit bientôt dans les pays étrangers. Les États de Hollande lui offrirent, en 1669, une pension pour qu'il écrivît l'histoire des Provinces-Unies. Quoique assez pauvre, il n’hésita pas à la refuser, ne voulant pas prêter le secours de sa plume aux ennemis de la France. Ce fut ce moment-là même que Colbert, prévenu contre Varillas, choisit pour supprimer la pension dont il jouissait comme ancien employé de la bibliothèque royale. L’archevêque de Paris, Mgr de Harlay, informé qu'il préparait une Histoire des hérésies, voulut réparer l’injustice du ministre en lui faisant accorder une pension par l’assemblée du clergé.
Varillas déclara qu’il avait remercié l'archevêque de sa bienveillance et n’avait accepté qu’un léger secours, parce qu’il se trouvait dans le besoin ; mais les protestants n’en soutinrent pas moins qu’il était pensionné du clergé de France et se servirent avec succès de ce moyen pour faire suspecter sa véracité. Dès que l’Histoire des hérésies parut, elle fut attaquée très vivement par le théologien anglais Thomas Burnet et le protestant breton Daniel de Larroque. Leurs critiques étaient fondées et, malgré toutes ses apologies, Varillas resta convaincu de plagiat et d’inexactitude. Averti qu’on ne devait pas le croire sur parole, on examina plus attentivement ses premiers ouvrages, on y trouva de nombreuses infidélités, des faits altérés, d’autres entièrement controuvés, puisque les manuscrits dont l’auteur prétendait les avoir tirés n'avaient jamais existé que dans sa tête.
Dès lors, Varillas fut regardé comme un contrefacteur, et sa réputation s’éclipsa sans retour. Il ne trouvait plus de libraire qui voulût se charger de l’impression de ses ouvrages, naguère si courus.
Il n'en continua pas moins de travailler avec une inconcevable rapidité. Dans les dernières années de sa vie, la fatigue affaiblit sa vue au point qu'il fut obligé de se servir d'un secrétaire, auquel il dictait tous les jours pendant plusieurs heures de suite, sans vérifier aucune citation.

À sa mort, il a été inhumé dans l'église du couvent des Carmélites du faubourg Saint-Jacques, 

« sans que pas un de nos faiseurs d'éloges ait jeté une seule goutte d'eau bénite sur sa fosse, ni honoré sa mémoire de deux ou trois vers : malheureux ou heureux de n'avoir pas eu cent écus à laisser à nos poètes pour lui faire une méchante épitaphe. »

### Postérité
Si la réputation de Varillas, dit l'auteur qu'on vient de citer, a bronché du côté des lettres, elle est demeurée ferme du côté de la piété et de la vertu. C'était un philosophe chrétien, méprisant les biens de la terre et ne demandant que ce qu'il lui fallait pour n'être à charge à personne. On dit que Varillas déshérita son neveu parce qu'il ne savait pas l'orthographe, et qu'il disposa de ce qu'il laissait en faveur de différents établissements, entre autres du collège de Guéret, dont il passe pour un des fondateurs. Vigneul-Marville regardait la vanité de Varillas comme la véritable cause du mépris où ses ouvrages sont tombés. II avait dit-il, des jaloux de sa gloire qu'il aurait gagnés avec un peu de déférence et de soumission ; mais il ne prenait conseil de personne, 

« Le savant Huet ne partageait point l'indifférence du public pour les travaux de Varillas. De tous ceux, dit-il, qui se sont mêlés d'écrire notre histoire, aucun ne l'a tant creusée que lui ; la diligence et la constance qu'il a apportées à cette étude n'est pas croyable. Quoique son langage ne soit pas dans une exacte pureté, son style est noble, élevé et vraiment historique, II a embrassé tant de matières que, faute de mémoire ou peut-être d'exactitude, il est tombé dans quelques contradictions mais on est amplement dédommagé par l'abondance des nouveautés. (Huetiana, p. 49) »

 Suivant Palissot, les narrations de Varillas sont très agréables, et il a l'art de distribuer ses matières avec beaucoup d'intelligence enfin c'est à lui qu'on doit l'abbé de Saint-Réal (Mémoires sur la littérature).

## Publications

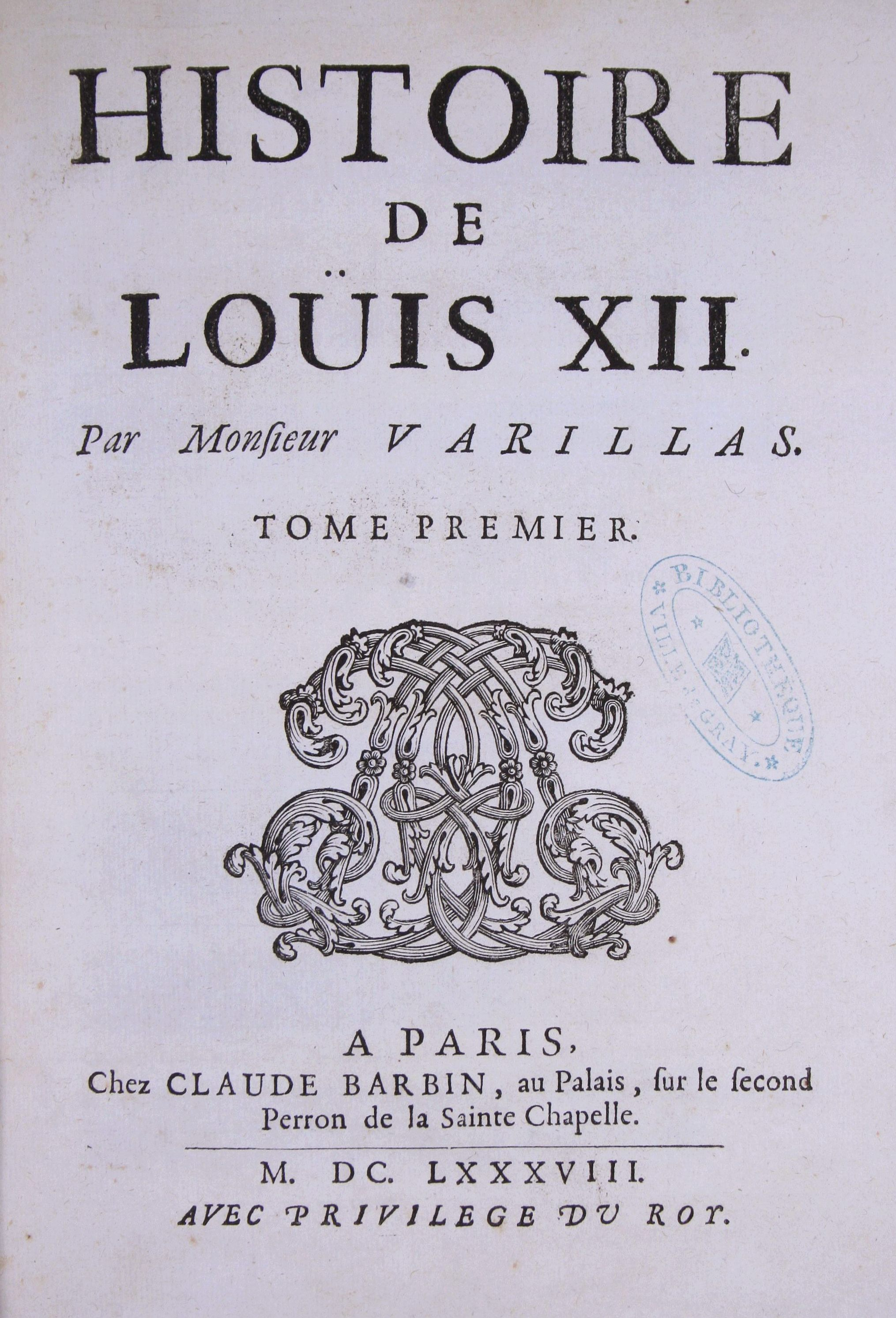
Édition de 1688 (exemplaire de la bibliothèque patrimoniale de Gray)

Ses ouvrages sur l'Histoire de France, Paris, 1683 et ann. suiv., 14 vol. in-4°, ou 28 vol. in-12, comprennent les règnes de Louis XI à Henri IV et la minorité de Saint-Louis.
1. la Politique de la maison d'Autriche, Paris, 1658, in-12. Suivant Lenglet Du Fresnoy, c'est le moins mauvais de ses ouvrages. Il le publia sous le nom de Bonair maison de campagne appartenant à M. de Pomponne ; et où il allait alors fréquemment ;
2. la Pratique de l'éducation des princes, ou l'Histoire de Guillaume de Croÿ, seigneur de Chièvres, Paris, 1684, in-12 ;
3. les Anecdotes de Florence, ou l'Histoire secrète de la maison de Médicis, la Haye, 1685, in-12. C'est le livre le plus décrié de Varillas pour les inexactitudes et les faussetés dont il est rempli. Pierre Bayle en a signalé plusieurs dans son journal et dans ses lettres (voir ses Œuvres diverses) ;
4. Histoire des révolutions arrivées dans l'Europe en matière de religion, Paris, 1686-1689, 6 vol. in-4°, ou 12 vol. in-12. Elle s'étend de 1374 à 1569 ; mais l'auteur se proposait de conduire cet ouvrage jusqu'à la mort du comte de Montrose, en 1650. Cette continuation, qui n'aurait pas formé moins de 12 volumes in-4°, est restée manuscrite[3] ;
5. la Politique de Ferdinand le Catholique, Amsterdam, vol. in-12. Cet ouvrage a une suite en manuscrit.

Le Noble a publié l’Esprit d'Yves de Chartres, tiré des ouvrages de Varillas ; et Boscheron : Varillasiana, ou ce que l'on a entendu dire à M. Ant. Varillas, historiographe de France, Amsterdam (Paris), 1734, in-12. Ce volume est précédé d'une Vie détaillée de cet écrivain. On peut encore consulter un Mémoire du P. Lelong sur la vie de Varillas, dans le tome 3 de la Bibliothèque historique de la France, édition de Fontette ; les Mémoires de Niceron, t. 5 et 10, part. ; et enfin les Mélanges de Vigneul-Marville (Bonaventure d'Argonne), t. 2, p. 442. Le portrait de Varillas est gravé.

## Sources
« Antoine Varillas », dans Louis-Gabriel Michaud, Biographie universelle ancienne et moderne : histoire par ordre alphabétique de la vie publique et privée de tous les hommes avec la collaboration de plus de 300 savants et littérateurs français ou étrangers, 2e édition, 1843-1865 [détail de l’édition]